# Warrick Brown
Warrick Brown est un personnage fictif incarné par l'acteur Gary Dourdan dans la série télévisée américaine Les Experts (CSI : Crime Scene Investigation en anglais).
Natif de Las Vegas, il est un spécialiste des analyses audiovisuelles. Il est abattu dans le dernier épisode de la 8e saison intitulé Double fond.

## Biographie
Il a développé une dépendance au jeu pathologique qui a failli lui coûter sa carrière. Pour s'en sortir, il n'a suivi aucune thérapie : selon ses propres dires, l'amitié que lui a offerte Gil Grissom a été la clé. Il est très lié à Nick Stokes, bien qu'il s'entende bien avec les autres membres du laboratoire. Warrick a, dans la saison 5, mentionné le fait qu'il était très moyen en termes de maniement d'armes à feu. Il semble avoir montré une attirance pour Catherine Willows à un certain moment et il est, depuis la saison 6, marié à une certaine Tina, mais leur relation a été très instable. On apprend dans la saison 8 qu'il a divorcé. Il est abattu dans le dernier épisode de la 8e saison intitulé Pour Gedda. La scène de sa mort est au début du premier épisode de la saison 9 (Pour Warrick), et on apprend qu'il avait un enfant.